# Irati (Paraná)
Irati es un municipio brasileño en el estado de Paraná. Se encuentra a unos 150 km de la capital, Curitiba, en la región Centro-Sur del estado, como dicen los locales, a pesar de que está oficialmente en la región sudeste de Paraná, ya que los mesorregiones establecidos por el IBGE.
Su población en 2021 era de 56.288 habitantes y estaba formada por una mezcla de diferentes etnias, especialmente por polacos y ucranianos, que tratan de mantener las costumbres y tradiciones de sus antepasados.
En Irati se encuentra la mayor imagen de Nuestra Señora de Gracia del mundo, con 22 m de altura. Pasan por la ciudad la carretera BR-277, que atraviesa el estado de este a oeste (desde el Puerto de Paranaguá a Foz do Iguaçú, en la frontera con Paraguay), y la carretera BR-153, que cruza el país de norte a sur.
El actual alcalde es el abogado Rogério Odilon Burgath. Al ser el primer alcalde elegido por el Partido de los Trabajadores (PT), su suplente es el productor Renato Berger.

## Historia
El municipio tuvo su origen en el pueblo de "Covalzinho". En la década de 1890, cuando los rieles del ferrocarril Sao Paulo / Rio Grande do Sul pasaron por el pueblo, se instaló allí una estación de tren, que recibió el nombre de "Iraty". Esto hizo que la ciudad creciese y se volviese importante. Más tarde, el nombre de Covalzinho acabó cayendo en el olvido, pasando a ser conocido el pueblo por el nombre de su estación de tren. El 15 de julio de 1907, ya elevado a distrito, se decretó su emancipación política, rompiendo con la ciudad de Imbituva. El movimiento fue liderado por el coronel Emilio Baptista Gomes, quien eventualmente se convirtió en el primer alcalde.

## Distritos judiciales
- Guamirim
- Gonçalves Júnior
- Itapará

## Geografía

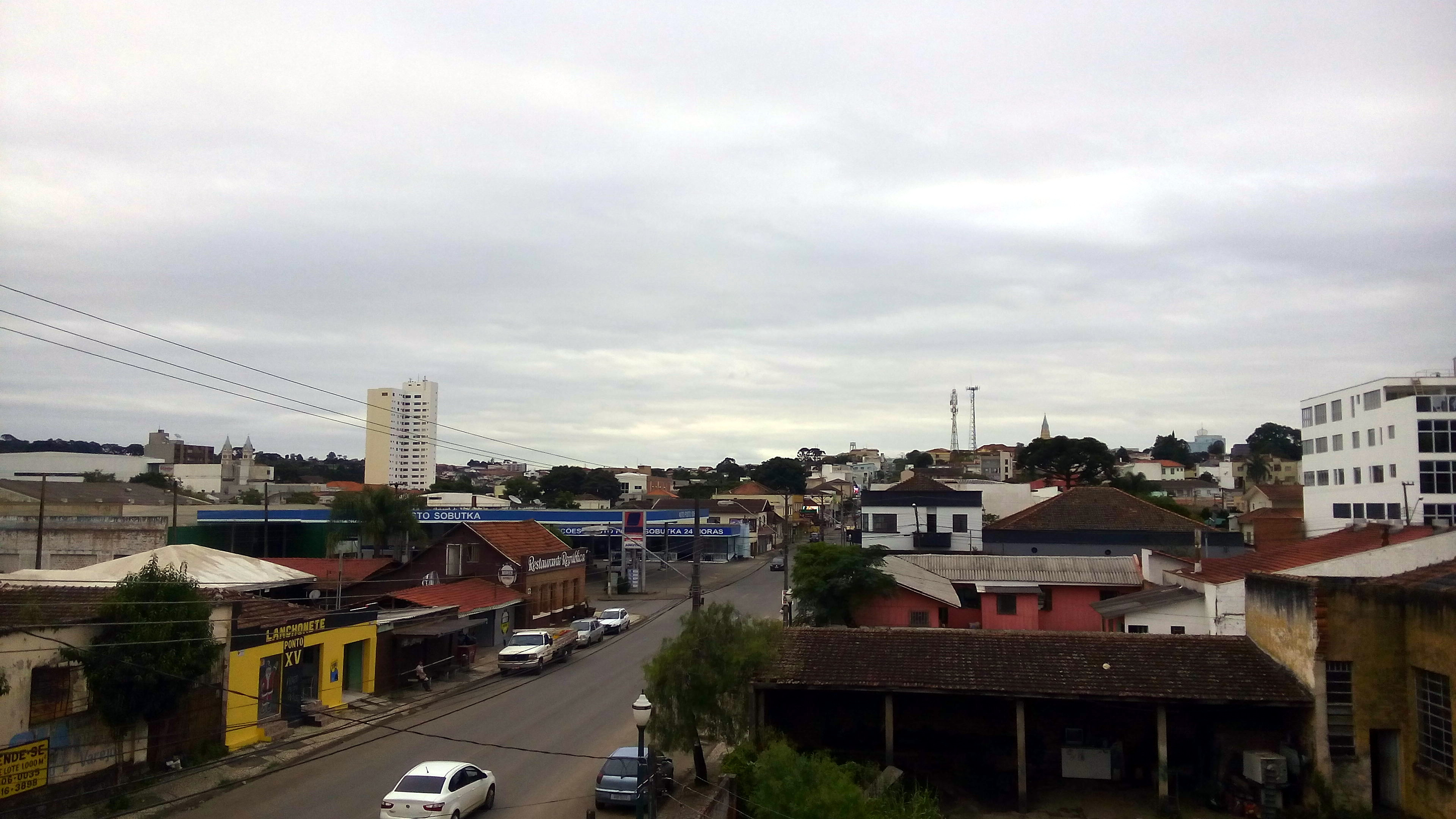
Vista de la calle 15 de Noviembre.

El municipio está situado en la región sureste del estado de Paraná, a 156 km de Curitiba. En paralelo 25 º 27' 56" de latitud Sur hasta la intersección con el meridiano 50 º 37' 51" de longitud oeste.
Se encuentra en el área fisiográfica de Irati, una de las once en las que se divide Paraná. En el África subregión de los pinos de la segunda meseta de Paraná.
El municipio de Irati se encuentra en la cuenca sedimentaria del Paraná, después de haber prestado su nombre a uno de su formación geológica, el Irati, Alta Pérmico. El Irati, compuesto por limolitas, lutitas y pizarras luminosas de color gris a oscuro sílticos pirobetuminosos lutitas, localmente rítmicas alternando con la crema calizas silicificadas y restringidos niveles conglomeráticos, fue depositado en lo que fue en su momento, entre 250 y 270 millones años un golfo del antiguo abierta supercontinente de Gondwana hacia el suroeste para luego al océano Panthalassa.
En 1908 el geólogo Israel Charles White, jefe de la Comisión para el Estudio de las minas de carbón de piedra de Brasil, encontró cerca de la estación de tren Irati restos fósiles de un pequeño reptil en las rocas del Pérmico, al que llamó "negro pizarra Iraty". Estos fósiles han sido descritos y catalogados por Mac Gregor, que lo bautizó con el nombre de Mesosaurus brasiliensis: al reconocer su similitud con un fósil encontrado en el sur de África, propuso el equivalente geológico de la Formación Irati con Whitehill, Karoo Basin, en el país. Este descubrimiento se convirtió a Irati, en la Cuenca del Paraná, en un lugar mundialmente famoso, por ser una de las más fuertes evidencias nacientes de la teoría de la deriva continental.
La topografía de la provincia es ondulada y montañosa. Cuenta con suelo gris / rojo y marrón de norte a sur, los tipos de suelos predominantes son los suelos rojos amarillos podsólicos, Brunas tierra y litholic cambissolo.
En el municipio se ubica la Serra da Esperança, donde se encuentra el Cerro Cota de Nha, con 1.024 m de altitud, y la Ordenanza de Morro da, con 950 m.

### Clima
Según la clasificación climática de Köppen, el clima es una especie de Irati Cfb (templado). Muestra veranos suaves, inviernos con ocurrencias de heladas severas y frecuentes, mostrando sin estación seca.
Las precipitaciones medias mensuales y la humedad relativa son 193,97 mm y 79,58 %.

### Vegetación
El ecosistema que comprende la región es la selva tropical, es decir que necesita en las primeras etapas de crecimiento, la humedad y la sombra.
La composición de la vegetación de la ciudad se divide en etapas:
- Inicial (capoeira, escoba, etc.), Ja 9485. (11 %);
- Medio (Brushwood, los bosques en formación), 12.432 ha. (14 %);
- Advanced (bosques formados), 3630 ha. (4 %);
- Reforestación, 4746 ha. (5 %);
- Agricultura, pastos y otros, 59.887 ha. (66 %).

Las especies nativas son:
- Araucaria;
- Imbuia;
- Yerba Mate;
- Bracatinga;
- Cedro.

Un estudio reciente presentado en la Irati Centenario de Daniel Saueressig, investigador en el campo de la dendrología, destacó la presencia de 174 especies de árboles nativos en Irati.
Las familias Myrtaceae (30 especies), Fabaceae (17), Lauraceae (15), Euphorbiaceae (10), Solanaceae (9), Asteraceae y Salicaceae (8), y Aquifoliaceae Sapindaceae (5) y Meliaceae (4), tuvieron una mayor riqueza florística y en conjunto representan 63,79 % de las especies registradas.
Según este autor, la especie Calyptranthes grandifolia, Neomitranthes gemballae y Tetrorchidium rubrivenium tienen baja frecuencia y especies raras pueden ser considerados en el municipio.

### Hidrografía
El municipio está situado en la zona de influencia Irati del río Paraná, y el sistema de drenaje que baña la ciudad está dividida en dos vergencias. A parte suroeste de Iguazú hidrográfica los ríos Negro, Riozinho, Mato Quemado, Imbituvinha, Taquari, Guamirim, Cadena, Campinas, Cascada y Hunter, que finalmente desemboca en el río Potinga, afluente de la margen derecha del Iguazú. Con la convergencia hacia el norte y parte del Ivaí cuenca del río, los ríos son Valeiros, B Line, Guabiroba, Patos, las depresiones, los Antonios, Cuero, Canhadão, das Antas, de plata, de cobre, arena, Caratuva, Bonito y Barreiro.
Entre los cursos de agua, se destacan de los patos de río, Caratuva, das Antas, Negro y Riozinho.

## Aniversarios

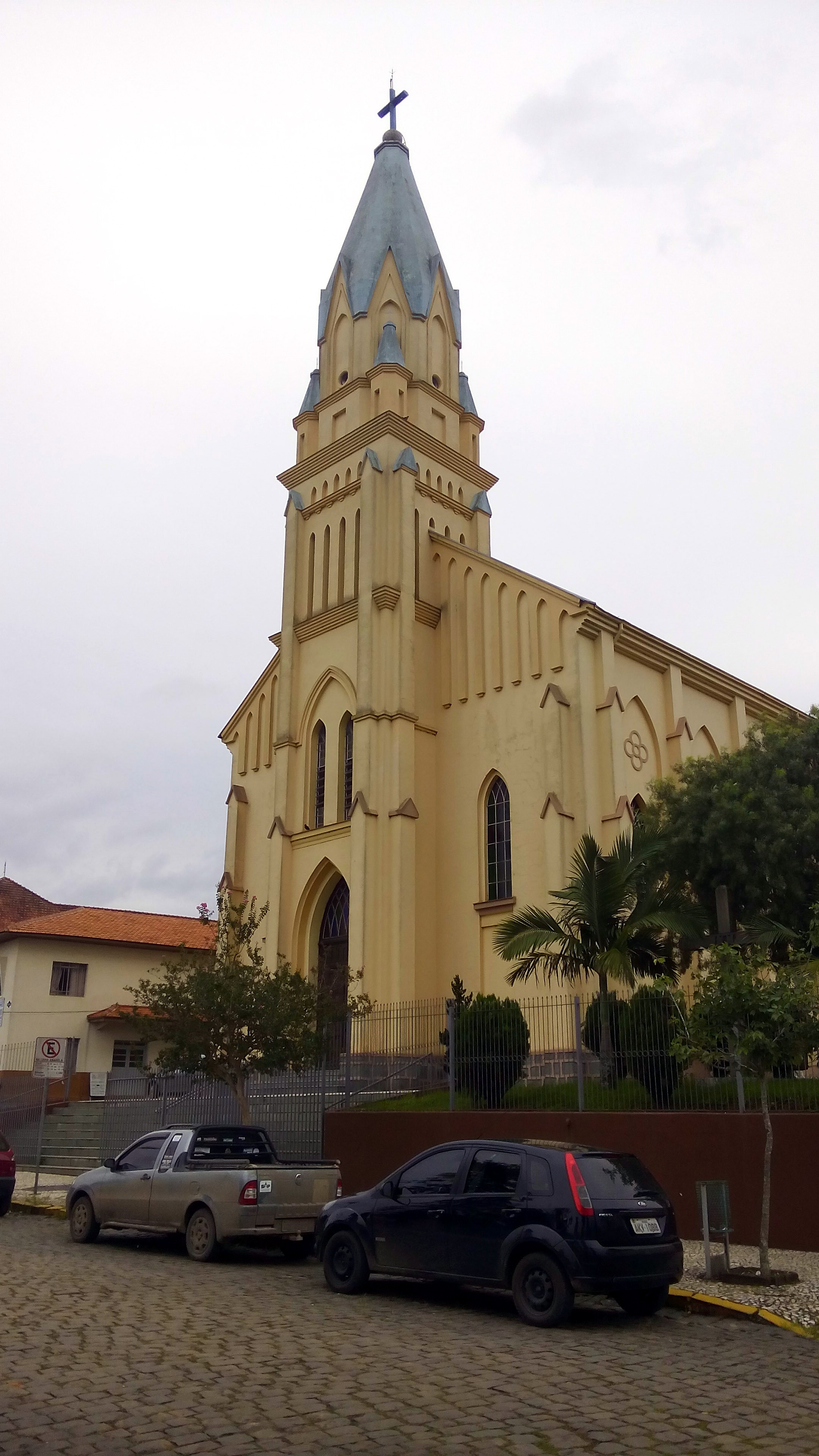
La parroquia de San Miguel.

- 15 de julio - Aniversario del Municipio;
- 27 de julio - San Cristóbal
- 8 de septiembre - Nuestra Señora de la Luz (Patrona)
- 29 de septiembre - San Miguel
- 27 de noviembre - Nuestra Señora de Gracia

## Educación

### Educación superior y técnica
- Unicentro - Universidad del Medio Oeste - campus Irati;
- Unirati - Institución de Educación Superior Irati;
- IFPR - Instituto Federal do Paraná - Campus Irati;
- Senai - Servicio Nacional de Aprendizaje Industrial;
- Senac - Servicio Nacional de Aprendizaje Comercial;

## Turismo

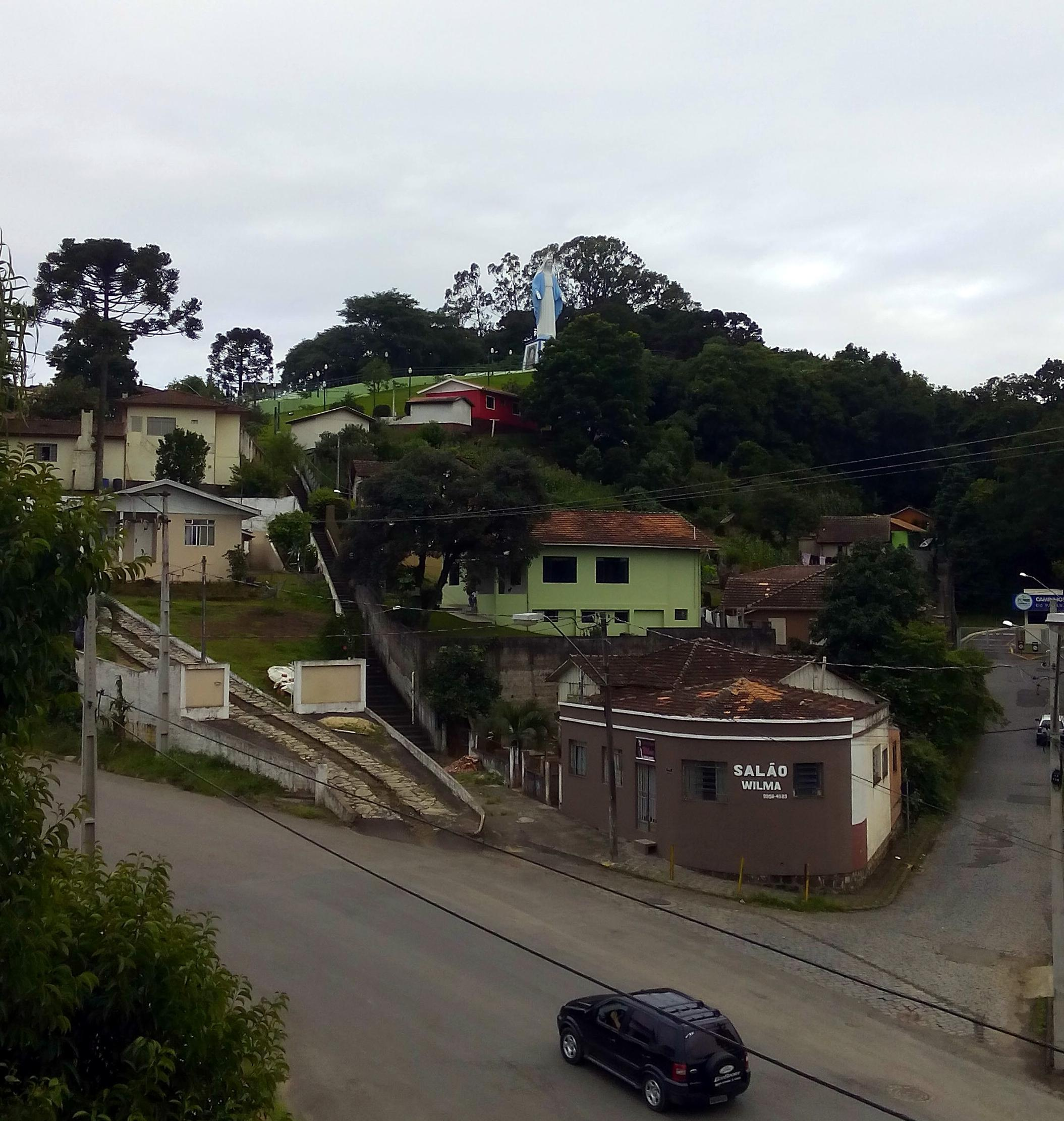
Estatua de Nuestra Señora de Gracia, en la parte superior del cerro.

- Peregrinación Camino de la Cruz y el Distrito de Itapará (Cuaresma)
- Teatro de la Pasión de Cristo (Cuaresma);
- Partido Polaco (1 º domingo de mayo);
- Kiwi Fair (mayo);
- Aniversario de la ciudad (julio);
- Irati Rodeo (julio);
- Fiesta de San Cristóbal (julio);
- Festival de las Naciones (agosto);
- Deutsches Fest - Danza de Chope y salchichas (octubre);
- Peach Festival (diciembre);
- Borrego en Roller (diciembre);
- Feria de Sabores Regionales (diciembre);
- Salon Business (diciembre).

## Economía
La economía iratiense comprende:
- Comercio y Servicios: 57,89%;
- Industria: 26,18%;
- Agricultura: 15,93%.

(Fuente: Mineropar/2000)
Los principales productos son agrosilvopastorales:
- maíz (cosecha normal y de la segunda temporada);
- Frijoles aguas;
- soja;
- tabaco;
- madera en rollo;
- creaciones de aves de corral, carne de cerdo y carne de res.

## Seguridad Pública
En la ciudad se encuentran las siguientes instituciones de seguridad pública:

### Policía Militar de Paraná
- 8ª Compañía Independiente de Policía Militar
- 3ª Sección del tercer subgrupamento del 2º Grupamento de Bomberos.

### Policía Civil de Paraná
- Estación de Policía.